# バック・イン・ザ・ハイ・ライフ
『バック・イン・ザ・ハイ・ライフ』（Back in the High Life）は、イギリスのロック・ミュージシャン、スティーヴ・ウィンウッドが1986年に発表した、ソロ名義では4作目のスタジオ・アルバム。

## 背景
過去にランディ・ニューマン、リトル・フィート、ジェームス・テイラー、リッキー・リー・ジョーンズ等の作品を手掛けたラス・タイトルマンが共同プロデューサーに起用された。スティーヴ・ウィンウッドは2011年のインタビューにおいて、本作について「僕自身は方向性に明らかな変化があったと思っていたけど、実際のところは、僕がいつもやってきたようにジャズ、ロック、フォーク、民族音楽の要素を融合する試みを続けていた」と語っている。

## 反響・評価
全英アルバムチャートでは8位に達して自身2度目のトップ10入りを果たし、42週チャート圏内に入るロング・ヒットとなった。アメリカでは1986年9月6日付のBillboard 200で3位を記録し、1986年9月にはRIAAによりゴールドディスクに認定されて、1988年1月には3×プラチナに認定されている。
本作からは「ハイヤー・ラヴ」（全英13位・全米1位）、「フリーダム・オーヴァースピル」（全英69位・全米20位）、「バック・イン・ザ・ハイ・ライフ・アゲイン」（全英53位・全米13位）、「ファイナー・シングス」（全米8位）がシングル・ヒットした。
グラミー賞では、収録曲「ハイヤー・ラヴ」が最優秀レコード賞と最優秀男性ポップ・ボーカル・パフォーマンス賞を受賞。また、本作のエンジニアリングを担当したジェイソン・コーサロとトム・ロード＝アルジが、最優秀エンジニア・アルバム賞を受賞した。

## 収録曲
特記なき楽曲はスティーヴ・ウィンウッドとウィル・ジェニングスの共作。
1. ハイヤー・ラヴ - "Higher Love" – 5:50
2. テイク・イット・アズ・イット・カムズ - "Take It as It Comes" – 5:24
3. フリーダム・オーヴァースピル - "Freedom Overspill" (Steve Winwood, James Hooker, George Fleming) – 5:37
4. バック・イン・ザ・ハイ・ライフ・アゲイン - "Back in the High Life Again" – 5:32
5. ファイナー・シングス - "The Finer Things" – 5:51
6. ジャッジメント・デイ - "Wake Me Up on Judgement Day" – 5:50
7. スプリット・ディシジョン - "Split Decision" (S. Winwood, Joe Walsh) – 6:02
8. マイ・ラヴズ・リーヴィン - "My Love's Leavin'" (S. Winwood, Vivian Stanshall) – 5:19

## 参加ミュージシャン
- スティーヴ・ウィンウッド - ボーカル、キーボード、ハモンドオルガン、ピアノ、シンセサイザー、シンセサイザー・ベース、ギター、マンドリン、プログラミング
- ロビー・キルゴア - キーボード(on #5)、シンセサイザー(on #6)、シンセサイザー・ベル(on #8)、シンセサイザー・プログラミング、シーケンサー・プログラミング
- ジョー・ウォルシュ - スライドギター(on #3)、ギター(on #7)
- エディ・マルチネス - リズムギター(on #3)
- ポール・ペスコ - ギター(on #5)
- ナイル・ロジャース - ギター(on #6)
- アイラ・シーゲル - ギター(on #6)
- ロブ・マウンジー - シンセサイザー(on #4)、キーボード(on #5)、シンセサイザー・ストリングス(on #8)
- アンドリュー・トーマス - シンセサイザー・プログラミング(on #5, #6)
- ミッキー・カリー - ドラムス(on #1, #2)
- スティーヴ・フェローン - ドラムス(on #3)
- ジョン・ロビンソン - ドラムス(on #4, #5, #6, #7)
- ジミー・ブラロウアー - ドラムマシン・プログラミング(on #3, #4, #5, #7)
- キャロル・スティール - タンブリン(on #1, #2, #7)、パーカッション(on #3, #6, #8)、コンガ(on #5)
- ランディ・ブレッカー - トランペット(on #1, #2, #3)
- トム・マローン - トロンボーン( on #1, #2, #3)
- ルイス・デル・ガット - バリトン・サックス、テナー・サックス(on #1, #2, #3)
- ボブ・ミンツァー - テナー・サックス(on #1, #2, #3)
- ジョージ・ヤング - アルト・サックス(on #1, #2, #3)
- チャカ・カーン - バッキング・ボーカル(on #1)
- ジェームス・テイラー - ハーモニー・ボーカル(on #4)
- ダン・ハートマン - バッキング・ボーカル(on #5)
- ジェームス・イングラム - バッキング・ボーカル(on #5)
- ジョセリン・ブラウン - バッキング・ボーカル(on #6, #7)
- コニー・ハーヴェイ - バッキング・ボーカル(on #6, #7)
- マーク・スティーヴンス - バッキング・ボーカル(on #6, #7)
- デヴィッド・フランク - ホーン・アレンジ( on #1, #2, #3)、シンセサイザー・ホーン・アレンジ(on #6)
- アリフ・マーディン - シンセサイザー・ストリングス・アレンジ(on #8)